# Казе Мирандола (Ровиго)
Казе Мирандола је насеље у Италији у округу Ровиго, региону Венето.
Према процени из 2011. у насељу је живело 29 становника. Насеље се налази на надморској висини од 8 м.